# Jan z Noailles
Jan de Noailles (Jean Louis Paul François; 26. října 1739 Paříž, Francie – 20. října 1824 Paříž) byl francouzský šlechtic a vědec.

## Mládí
Jan Ludvík Pavel František z Noailles se narodil jako syn Kateřiny Františky Šarloty z Cossé-Brissac a Ludvíka, 4. vévody z Noailles a od roku 1775 maršála Francie. Jeho otec byl synovcem Marie Viktorie z Noailles, snachy krále Ludvíka XIV., Janovou babičkou byla Františka Šarlota d'Aubigné, neteř Madame de Maintenon.
Nějakou dobu byl v armádě. Jeho proslulost v oblasti chemie mu však získala v roce 1777 zvolení členem Académie des sciences. Byl také rytířem Řádu zlatého rouna.
Po dědečkově smrti v roce 1766 se stal vévodou z Ayen a po smrti otce v roce 1793 vévodou z Noailles. V roce 1792 emigroval a až do restaurace Bourbonů v roce 1814 žil ve Švýcarsku; po návratu do vlasti zaujal své místo jako pair Francie.

## Francouzská revoluce
Jako člen královského vojska vévoda během francouzské revoluce opustil své statky a nebyl tak přítomen smrti svého otce, po níž se stal vévodou z Noailles. Jeho nepřítomnost jej ušetřila tomu, aby byl spolu s většinou svých příbuzných v květnu 1794 na příkaz Robespierra zatčen. Dne 22. července roku 1794 byly jeho sedmdesátiletá matka (vévodkyně vdova z Noailles), jeho manželka (vévodkyně Anna Henrieta Luisa), jejich nejstarší dcera Luisa (sňatkem s bratrancem Marcem Antoinem de Noailles vikomtesa z Noailles) a jejich další dcera Adriana de La Fayette, odsouzeny ke stětí gilotinou. Všechny byly popraveny, kromě Adriany, která byla na poslední chvíli zachráněna zásahem budoucího amerického prezidenta, tehdejšího amerického ministra, Jamese Monroea. Ministr ji zachránil díky úsilí, které její manžel na straně Ameriky vynaložil za Americké války za nezávislost. Záchrana však přišla až poté, co byla před Adrianinými zraky sťata její babička, matka a sestra. Vévoda se o jejich smrti dozvěděl až o týdny později. Rodina během revoluce ztratila mnoho svých členů, včetně dvou Janových strýců (mezi nimi zemřel i Filip z Noailles, vévoda z Mouchy) a množství bratranců.
Vévoda odešel do dobrovolného exilu ve Švýcarsku, kde žil až do restaurace Bourbonů. Po návratu do Francie nařídil opravu svých statků zpustošených Napolonem a Direktoriem. Prostřednictvím vlivu své dcery Adriany de La Fayette, jejíž rodina za revoluce také velmi trpěla, dosáhl navrácení část svého nesmírného jmění.

## Osobní život

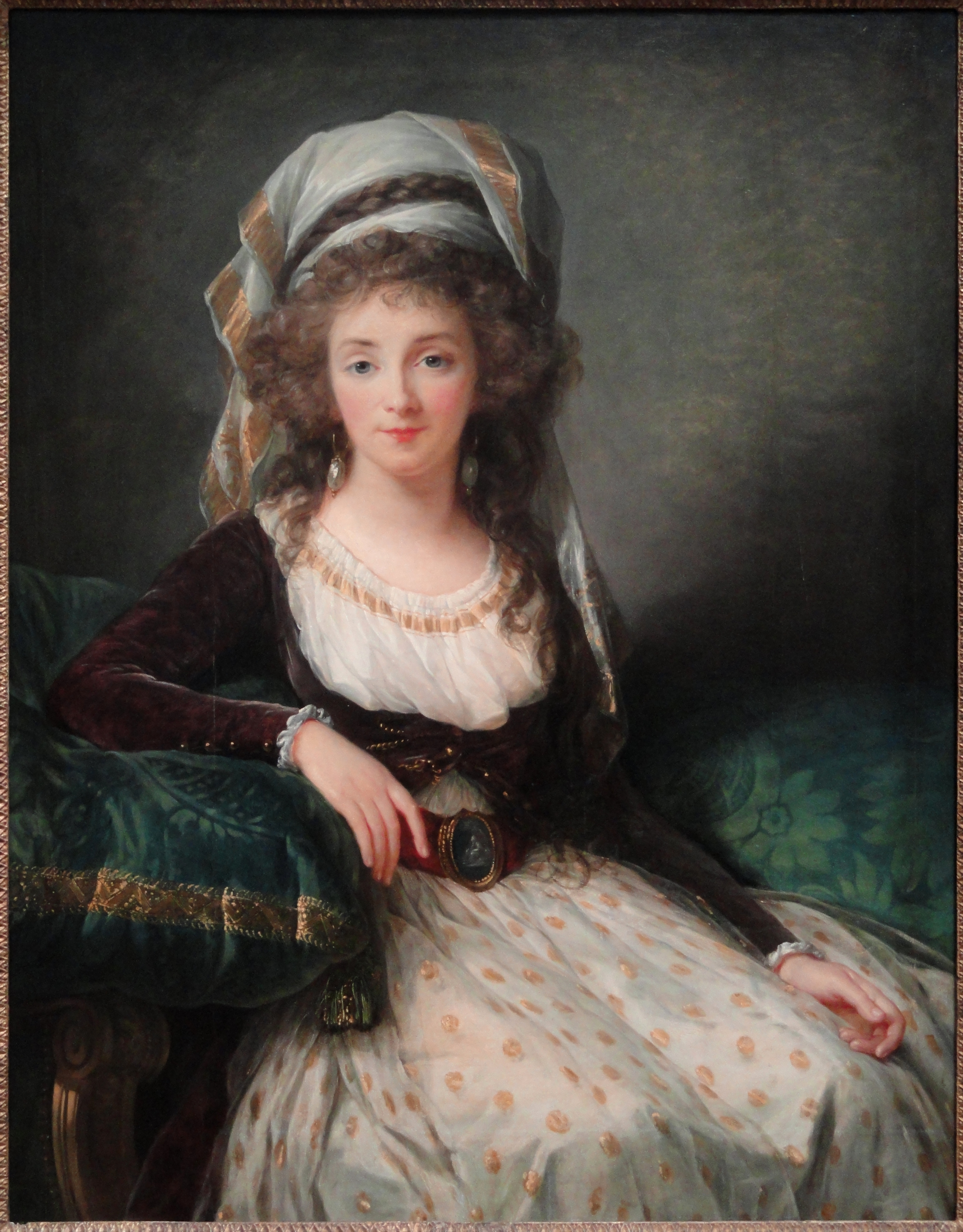
Portrét Janovy manželky, vévodkyně z Noailles, od Élisabeth Vigée-Lebrun, 1789.

V necelých šestnácti letech se Jan 25. února 1755 oženil s dědičkou Henrietou Annou Luisou d'Aguesseau, dcerou Jeana Baptiste Paulina d'Aguesseau de Fresne, hraběte z Compans a Maligny, a Anny Luisy Františky du Pré, paní z la Grange-Bleneau. Sňatku dosáhl Janův dědeček Adrien Maurice z Noailles, který si jej přál vzhledem k tomu, že Henrieta byla dědičkou svého dědečka Henriho Françoise d'Aguesseau, který byl třikrát kancléřem Francie. Jan a Henrieta spolu žili v rodinném sídle v Paříži, Hôtelu de Noailles v Rue Saint-Honoré, a postupně se stali rodiči osmi dětí:
- Adrien Paul Louis de Noailles (1756–1757)
- Anna Jeanne Baptiste Luisa de Noailles (1758–1794), provdala se za svého bratrance Louise, vikomta de Noailles
- Marie Adriana Františka de Noailles (1759–1807), provdala se za Gilberta du Motier, markýze de La Fayette
- dcera (11. prosince 1760)
- Františka Antoinetta Luisa de Noailles (1763–1788), stala se komtesou de Thezan du Pourjol
- Anna Paula Dominika de Noailles (1766–1839), stala se markýzu de Pouzols a markýza de Montagu
- Angelika Františka d'Assise Rosalie de Noailles (1767–1833), stala se markýzou de Grammont
- Ludvík Gabriel de Noailles (1768–1770)

V roce 1796 se Jan znovu oženil s baronkou Vilemínou Justýnou z Mosheimu (matkou ruského diplomata Jurije Golovkina), žádné další děti s ní však neměl; z osmi dětí z prvního manželství ho přežily pouze dvě dcery. Protože neměl žádného žijícího syna ani synovce, stal se jeho nástupcem jeho dvaadvacetiletý prasynovec Paul de Noailles.